# Südliche Zylinderwindelschnecke
Die Südliche Zylinderwindelschnecke (Truncatellina callicratis) ist eine Schneckenart der Familie der Windelschnecken (Vertiginidae) aus der Unterordnung der Landlungenschnecken (Stylommatophora).

## Merkmale
Das zylindrische Gehäuse der Südlichen Zylinderwindelschnecke ist 1,6 bis 2,2 mm hoch und 0,7 bis 0,9 mm breit. Die Windungen sind mäßig gewölbt und durch eine tiefe Naht voneinander abgesetzt. Die Oberfläche ist mit schwachen, unregelmäßigen Rippen versehen. Bei manchen Exemplaren kann das Gehäuse auch annähernd glatt sein. tiefer. Die Mündung ist eiförmig, geringfügig höher als breit. Der Mündungsraum ist schwach verstärkt und nur wenig umgebogen, besonders am Basal- und Spindelrand. Bei der typischen Form liegen drei Zähne tief in der Mündung, ein Parietal-, Columellar- und Palatalzahn. Der Palatal-Zahn ist in der Regel in der Frontalansicht gut sichtbar. Die Zähne können in manchen Populationen auch mehr oder weniger reduziert sein, oder fehlen ganz. In solchen Fällen ist das Gehäuse von der Zylinderwindelschnecke (Truncatellina cylindrica) kaum zu unterscheiden.

### Ähnliche Arten
Das Gehäuse ähnelt stark den Gehäusen der Wulstigen Zylinderwindelschnecke (Truncatellina costulata) und der Zylinderwindelschnecke (Truncatellina cylindrica). Das Gehäuse der Zylinderschnecke ist ganz leicht konisch ist. Bei der Wulstigen Zylinderwindelschnecke ist der Mundsaum breiter. Die Zylinderwindelschnecke besitzt keine in die Mündung hinein ragende Zähne. Allerdings gibt es bei der Südlichen Zylinderschnecke auch Populationen mit schwach ausgebildeten oder sogar fehlenden Zähnen. Solche Exemplare sind nur schwer voneinander zu unterscheiden.

## Geographische Verbreitung und Lebensraum
Die Art kommt sehr zerstreut von Spanien im Westen bis in den Kaukasus, Zentralasien und Pakistan vor. Im Süden reicht das Areal bis Algerien, im Norden bis nach Süddeutschland und Südengland. In der Schweiz steigt die Art bis auf 2200 m über Meereshöhe. In England kommt sie vor allem an den Küsten vor.
Die Art lebt auf sehr trockenen Kalkmagerrasen an offenen, felsigen Hängen. In Südengland kommt die Art auch auf Kliffs und in alten Steinbrüchen vor.

## Taxonomie
Das Taxon wurde 1833 von Arcangelo Scacchi als Turbo callicratis erstmals beschrieben. Die Fauna Europaea verzeichnet folgende Synonyme:
- Vertigo dinii De Stefani, 1883[4]
- Vertigo callicratis subvar. marcuccii De Stefani, 1883[4]
- Vertigo callicratis forma nodosaria De Stefani, 1883[4]
- Pupa rivierana Benson, 1854[5]
- Vertigo callicratis subvar. simii De Stefani, 1883[4]
- Pupa strobeli Gredler, 1853[6]
- "? zanellia Benoit, 1858"[7][Anmerkung 1]

sowie Kerney et al. (1983):
- Truncatellina rivierana britannica Pilsbry, 1920[8]

## Gefährdung
Die Art ist in Deutschland vom Aussterben bedroht und wird daher in der Gefährdungskategorie 1 gelistet.

## Belege

## Anmerkung
1. ↑  Die bei Luigi Benoit beschriebene (S. 195) und abgebildete (Taf.5, Fig.10) Helix zanelliana Testa (= Helix zanellia Testa, 1842) ist keine Truncatellina.